# 秋田中正党
秋田中正党（あきたちゅうせいとう）は、明治時代に秋田県で結党された地方政党である。

## 概要
中央政界における鳥尾小弥太らによる保守中正党の結成を受け、1889年（明治22年）5月11日、政治活動も行っていた旧秋田藩士の士族授産団体・奉天社を中心とし、成田直衛、日景弁吉、麓長治らの旧秋田改進党員の一部と池田甚之助、勝又平太郎らの地価金1万円以上の大地主を加え、秋田中立党が結党された。立党の趣旨は、
- 吾党は不偏不党の地位を厳立し、中立の意見を確守すべし。
- 吾党は空理を排し虚飾を斥け実業を振起し民力の休養を計るべし。
- 吾党は苟も吾党の主義とする意見を主張する者あるときは、其何党たるを問はず充分の援助を為すべし。

というもので、秋田倶楽部や秋田政社とは相容れない立場の者が糾合した形となった。
更に同年10月には組織を整え、秋田中正党と改称した。
- 我が国体を奉じ憲法を遵守し皇室の尊栄を奉翼すること。
- 国権を拡張し民福を増進し勤倹を旨とし産業を奨励すること。
- 保守すべきは保守し改進すべきは改進し大中至正に立って運動すること。

などを党綱領とし、秋田日日新聞を機関紙として発行、秋田大同倶楽部とは対立し議論をたたかわせた。
県会では秋田大同倶楽部が圧倒的多数を占めていたが、国政選挙では第1回衆議院議員総選挙にて秋田県6議席中、二田是儀（1区）、成田直衛（2区）が当選、大成会に属して活動した。

## 脚註
1. ↑  『秋田県史 第五巻 明治編』pp.68-69
2. 1 2 3  『秋田大百科事典』p.37
3. ↑  『秋田県史 第五巻 明治編』pp.76-77
4. 1 2  『秋田県史 第五巻 明治編』p.69
5. ↑  ザ 選挙 - 衆議院 - 第1回衆議院議員選挙 - 秋田県